# Tortula planicosta
Tortula planicosta är en bladmossart som beskrevs av Theodor Carl Karl Julius Herzog 1952. Tortula planicosta ingår i släktet tussmossor, och familjen Pottiaceae. Inga underarter finns listade i Catalogue of Life.